# Liste der denkmalgeschützten Objekte in Biřkov
Grundlage dieser Liste der denkmalgeschützten Objekte in Biřkov ist die ÚSKP-Liste (Ústřední seznam kulturních památek České republiky, deutsch Zentrale Liste der Kulturdenkmäler der Tschechischen Republik), die von der tschechischen Denkmalschutzbehörde NPÚ (Národní památkový ústav, deutsch Nationale Denkmalbehörde) seit 1987 geführt wird und an die seit dem Jahr 1850 geschaffenen Listen anschließt.

## Denkmalgeschützte Objekte nach Ortsteilen

### Biřkov
| Lage                                                        | Objekt                                  | Beschreibung                                                   | ÚSKP-Nr.                  | Bild |
| ----------------------------------------------------------- | --------------------------------------- | -------------------------------------------------------------- | ------------------------- | ---- |
| (Standort)                                                  | Festungsstätte                          | Feste - Festungsstätte, archäologische Spuren                  | 37577/4-3082 Info Katalog | BW   |
| zwischen den Gütern an der Landstraße, Ortsmitte (Standort) | Kapellchen                              | Kapellchen                                                     | 21017/4-3080 Info Katalog | BW   |
| Wald Zderaz (Standort)                                      | vorgeschichtliche Grabstätte, Hügelgrab | vorgeschichtliche Grabstätte, Hügelgrab, archäologische Spuren | 27792/4-3081 Info Katalog | BW   |